# Батији (Мерт и Мозел)
Батији (фр. Batilly) насеље је и општина у североисточној Француској у региону Лорена, у департману Мерт и Мозел која припада префектури Брије.
По подацима из 2011. године у општини је живело 1.252 становника, а густина насељености је износила 196,55 становника/km². Општина се простире на површини од 6,37 km². Налази се на средњој надморској висини од 245 метара (максималној 302 m, а минималној 208 m).

## Демографија
| 1962. | 1968. | 1975. | 1982. | 1990. | 1999. | 2011. |
| ----- | ----- | ----- | ----- | ----- | ----- | ----- |
| 997   | 1.042 | 1.012 | 1.090 | 1.096 | 1.130 | 1.252 |

График промене броја становника у току последњих година